# مادلين سميث
مادلين سميث (بالإنجليزية: Madeline Smith)‏ هي عارضة وممثلة بريطانية، ولدت في 2 أغسطس 1949 في المملكة المتحدة.

## أعمال

### أفلام
- (1973) عش ودعهم يموتون

## وصلات خارجية
- مادلين سميث على موقع IMDb (الإنجليزية)
- مادلين سميث على موقع ألو سيني (الفرنسية)
- مادلين سميث على موقع ميوزك برينز (الإنجليزية)
- مادلين سميث على موقع قاعدة بيانات الأفلام السويدية (السويدية)
- مادلين سميث على موقع قاعدة بيانات الفيلم (الإنجليزية)
- مادلين سميث على موقع كينوبويسك (الروسية)